# Kajsa Lunderquist
Kajsa Karin Elisabeth Lunderquist, född Dahlström 18 april 1983 i Gottsunda församling i Uppsala, är en svensk jurist och politiker (moderat) och tidigare riksdagsledamot (statsrådsersättare för Tobias Billström) under två perioder mellan åren 2010 och 2014 för Malmö kommuns valkrets. Hon hade plats 36 i riksdagen. Lunderquist var ledamot i konstitutionsutskottet och suppleant i justitieutskottet.